# Santeri Nuorteva

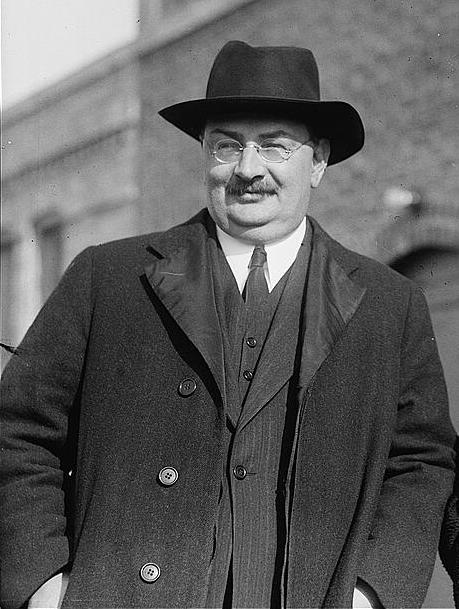
Santeri Nuorteva.

Alexander (Santeri) Nuorteva (till 1906 Nyberg), född 29 juni 1881 i Viborg, död 31 januari 1929 i Leningrad, var en finländsk tidningsman och politiker. Han var far till Kerttu Nuorteva.
Nuorteva anslöt sig till arbetarrörelsen 1905 och verkade vid olika arbetartidningar, slutligen som huvudredaktör för Kansan Lehti i Tammerfors 1909–1911, var socialdemokratisk lantdagsman 1907–1910 och innehade andra förtroendeuppdrag inom partiet. Inför hot om åtal för majestätsbrott flyttade Nuorteva 1911 till Amerika, där han bland annat var verksam som journalist och var det röda finländska folkkommissariatets representant i USA 1918–1919. Han deporterades 1920 från Storbritannien till Sovjetunionen, där han anställdes vid folkkommissariatet för utrikesärenden. Efter skiftande öden och en tid i fängelse utnämndes han 1924 till ordförande i folkkommissariernas råd (president) i Karelska autonoma sovjetrepubliken, men tvingades 1927 att lämna denna post på grund av sjukdom.